# Mammoth Bloody Mammoth
Mammoth Bloody Mammoth ist eine EP der australischen Hard-/Stoner-Rock-Band Mammoth Mammoth. Die EP erschien am 19. Februar 2016 über Napalm Records.

## Entstehung
Anlässlich der für das Frühjahr 2016 angekündigten Europatournee mit den Bands My Sleeping Karma und Greenleaf veröffentlichten Mammoth Mammoth eine EP mit vier Titeln. Die Lieder wurden während der diversen Tourneen der Band geschrieben. Die Lieder Taste Your Blood und Drugs sind dabei neue Kompositionen, während Kick Out the Jams, eine Coverversion von MC5, die Konzerte von Mammoth Mammoth stets abschloss. Darüber hinaus wurde das Lied Dead Sea neu gemastert. Zwischen zwei Tourneen wurde die EP aufgenommen. Der Titel der EP ist eine Hommage an das Album Sabbath Bloody Sabbath von Black Sabbath. Die EP erschien als Digipak-CD sowie auf schwarzem und rotem Vinyl.

## Titelliste
1. Taste Your Blood – 4:43
2. Drugs – 3:03
3. Kick Out the Jams – 3:22
4. Dead Sea – 5:10

## Rezeption
Laut Wolfgang Liu Kuhn vom deutschen Magazin Rock Hard „stampft die EP in bewährter Manier durch den australischen Busch“, wobei die neuen Lieder „vergleichsweise entschlossen nach vorne marschieren“. Die MC5-Coverversion bezeichnete Kuhn dagegen als „eher unspektakulär“. Eine Note vergab Kuhn nicht. Für Marco Berghammer vom deutschen Magazin Rock It! macht die EP Spaß und würde für seine viertelstündige Spielzeit jede Menge verbrannte Erde zurücklassen. Berghammer bewertete die EP mit sieben von zehn Punkten.